# Moncho Borrajo
Ramón Borrajo Domarco, más conocido como Moncho Borrajo (Baños de Molgas, Orense, 24 de diciembre de 1949), es un humorista, showman y dramaturgo español.

## Biografía
Nació en Baños de Molgas, residiendo posteriormente en Vigo. Cursó las carreras de arquitectura técnica y bellas artes en Valencia. Más tarde compuso canciones protesta en valenciano, castellano y gallego, al tiempo que desarrolló su carrera como pintor, recibiendo en 1976 la Medalla al Mérito Artístico del Ministerio de Información y Turismo.
En 1982, con treinta y tres años, debutó en escena en la sala Belle Epoque de Valencia, referente en los espectáculos de la ciudad. Continuó su carrera artística en la discoteca barcelonesa Don Chufo cuyo propietario, figura importante del sector de los espectáculos barcelonés y representante de Pedro Ruiz, contribuyó a promocionar su carrera. A continuación, obtuvo un gran éxito en la madrileña boîte Cleofás propiedad de los Reyzábal, importantes empresarios de la capital, donde repetiría muchos años, siendo las características de sus espectáculos musicales el humor, la ironía, la sátira política y la improvisación. Además de en Cleofás, fue artista habitual de salas de la noche madrileña de los años ochenta, siendo contemporáneo de los humoristas de Tip y Coll, Pajares, Gila o Eugenio. Intervino en Un, dos, tres..., cuyas históricas audiencias  convirtieron a Borrajo en un artista muy popular.

"El humor es arma y medicina. Es un arma del humilde contra el poderoso y el ejemplo claro es el bufón, con el rey. Y es medicina porque ayuda al humilde a ver la vida de otra manera y a reírse. Y a ver a los poderosos a su misma altura, que tiene los mismos defectos que él.
 Moncho Borrajo

Compaginó su carrera artística con las giras nacionales de sus espectáculos humorísticos con la publicación de libros de humor, pero también obras de temática homosexual, siendo una persona de convicciones católicas.
En 2003 se convirtió en empresario teatral, junto al productor Alberto Blasco, con la gestión del teatro Amaya de Madrid.
En 2011 se inauguró el Museo y Fundación Moncho Borrajo en su localidad natal.
En 2016 intervino como entrevistado en el documental No es cosa de risa.
Actualmente reside en Tenerife.

## Teatro
- Aguijón 1979
- Borrajo perdido
- Loco
- España cabaret
- Despedida y cierre
- Nada
- Cincuenta + uno
- Moncho Panza
- Madre mía ¡Cómo está España!
- Yo, Quevedo
- Golfus Hispánicus
- A pelo
- Memeo

## Obras literarias
- Moncho y yo (1980)
- Moncho y tú. A ti por eso que tú sabes (1985)
- Animaliños (1988)
- Pavana para una infanta difunta (1990)
- Toño (1991)
- Yo amo la ciudad (1995)
- Con humor y amor de Moncho Borrajo (1996)
- Meu querido padre Ramón (1997)
- Fixen camiños (2000)
- Tu piel en mi boca, VV.AA. (2004)
- 365 ocurrencias con humor desde la tolerancia: desde otro punto de vista (2001)
- ¡Corre gallego, corre! (2013)
- Nuevos cantos canarios (2020)
- A María Mérida. Gotas de rocío (2022)

## Actor de doblaje
- Mickey (Bruce Willis) en Mira quién habla (1989)
- Mickey (Bruce Willis) en Mira quien habla también (1990)